# インコグニート (ゲーム開発会社)
インコグニート・エンタテインメント株式会社（Incognito Entertainment）は、インコグ株式会社（Incog Inc.）の後継会社として1999年5月にアメリカ合衆国で設立されたゲーム開発会社。ソルトレイクシティおよびSCEサンタモニカスタジオを拠点としている。
長年シングルトラック社に在籍したスコット・キャンベルが中心となり、プロデューサー兼デザイナーであるデイビッド・ジャッフェらと共に会社を設立し、制作活動をしていた。2007年から2009年にかけて新たな製作会社イート･スリープ・プレイやライトボックス・インタラクティブが設立されインコグニートの従業員はそれぞれ移籍した。インコグニートの公式ページは現在ライトボックス・インタラクティブにリダイレクトされている。SCEAはインコグニートが再編されたことについて特にコメントしていない。
ツイステッドメタルシリーズ、WARHAWK、ジェットモトシリーズなどを開発した。

## 主要な開発タイトル 発売年 機種（※会社再編前や再編後を含む）
- WARHAWK/Air Assalt (1995年 PlayStation)
- ジェットモト (1996年 PlayStation)
- ジェットモト2 (1997年 PlayStation)
- ジェットモト3 (1999年 PlayStation)
- ツイステッドメタル・Black (2001年 PlayStation 2)
- ツイステッドメタル・Brawl (2001年 PlayStation)
- ツイステッドメタル・Black Online (2002年 PlayStation 2)
- War of the Monsters/怪獣大激戦 (2003年 PlayStation 2)
- ダウンヒルドミネーション (2003年 PlayStation 2)
- ツイステッドメタル・Head-On (2005年 PlayStation Portable)
- Calling All Cars! (2007年 PlayStation 3)
- WARHAWK (2007年 PlayStation 3)